# Préfecture autonome dai et jingpo de Dehong
La préfecture autonome dai et jingpo de Dehong (德宏傣族景颇族自治州 ; pinyin : Déhóng dǎizú jǐngpōzú Zìzhìzhōu) est une subdivision administrative de l'ouest de la province du Yunnan en Chine. Elle est limitrophe de la Birmanie (État shan et État Kachin). Son chef-lieu est la ville de Mangshi.

## Histoire
Au moment du Grand Bond en avant et de la grande famine, près de 60 000 personnes ont quitté la préfecture pour les pays environnants.

## Subdivisions administratives
La préfecture autonome dai et jingpo de Dehong exerce sa juridiction sur cinq subdivisions - deux villes-districts et trois xian :
- la ville de Mangshi - 潞西市 Lùxī Shì ;
- la ville de Ruili - 瑞丽市 Ruìlì Shì ;
- le xian de Lianghe - 梁河县 Liánghé Xiàn ;
- le xian de Yingjiang - 盈江县 Yíngjiāng Xiàn ;
- le xian de Longchuan - 陇川县 Lǒngchuān Xiàn.

## Populations
Groupes ethniques :
- Han 50,66%, Dai 30,14%, Jingpo 11,13%, Achang 2,49%, Lisu 2,43%, De'ang 1,19%
- Bai, Yi, Hui, Va, Miao, Zhuang, Mandchou, Bouyei, Naxi...